# Rogelio Juárez
Rogelio Juárez Robinson (San Miguelito, Panamá, 7 de julio de 1991) es un futbolista panameño que juega como mediocampista y actualmente milita en el Deportivo Fraijanes de la Primera División de Guatemala.

## Clubes
| Club                 | País                 | Año           |
| -------------------- | -------------------- | ------------- |
| Tauro FC             | Panamá               | 2010 - 2012   |
| Santa Tecla          | El Salvador          | 2012 - 2013   |
| Murciélagos FC       | México               | 2013          |
| Caledonia AIA        | Trinidad y Tobago    | 2014          |
| Barillas F.C.        | Guatemala            | 2014          |
| Moca FC              | República Dominicana | 2015          |
| CD Iztapa            | Guatemala            | 2016          |
| Social Sol           | Honduras             | 2017          |
| Lynx FC              | Gibraltar            | 2017          |
| Arnett Gardens FC    | Jamaica              | 2018          |
| Avilés Industrial FC | Bolivia              | 2018          |
| Mount Pleasant FA    | Jamaica              | 2019 - 2020   |
| FC Bravos do Maquis  | Angola               | 2020          |
| Lonestar Kashmir FC  | India                | 2021          |
| Corbett FC           | India                | 2021          |
| Kasem Bundit FC      | Tailandia            | 2021 - 2022   |
| Matagalpa FC         | Nicaragua            | 2023          |
| Verdes FC            | Belice               | 2023          |
| Masachapa FC         | Nicaragua            | 2023          |
| Deportivo Fraijanes  | Guatemala            | 2024-presente |

## Palmarés

### Títulos nacionales
| Título           | Club           | País        | Año    |
| ---------------- | -------------- | ----------- | ------ |
| Primera División | Tauro FC       | Panamá      | 2012-C |
| Primera División | Santa Tecla FC | El Salvador | 2013-C |